# Салдабађу де Баркау (Бихор)
Салдабађу де Баркау (рум. Săldăbagiu de Barcău) насеље је у Румунији у округу Бихор у општини Балк. Oпштина се налази на надморској висини од 147 m.

## Становништво
Према подацима из 2002. године у насељу је живело 583 становника.

### Попис2002.
| Расподела становништва по националности 2002.‍ | Расподела становништва по националности 2002.‍ | Расподела становништва по националности 2002.‍ | Расподела становништва по националности 2002.‍ | Расподела становништва по националности 2002.‍ |
| --------------------------------------------- | --------------------------------------------- | --------------------------------------------- | --------------------------------------------- | --------------------------------------------- |
|                                               |                                               |                                               |                                               |                                               |
| Румуни                                        | Румуни                                        |                                               | 406                                           | 69,6%                                         |
| Мађари                                        | Мађари                                        |                                               | 7                                             | 1,2%                                          |
| Роми                                          | Роми                                          |                                               | 170                                           | 29,2%                                         |